# Fêtes de San Fermín de 1978
Lors des fêtes de San Fermín de 1978, le 8 juillet 1978 à Pampelune (Espagne), après le déploiement d’une pancarte en faveur de l’amnistie totale, la police armée est intervenue, laissant plus de 150 blessés et un étudiant tué par un coup de feu au front. Cette intervention a conduit à une grève générale en Navarre et des manifestations qui se sont répandues dans Álava, Guipuscoa, Biscaye et le reste de la Navarre. Ces événements n’ont jamais été jugés.

## Compte rendu des faits
Elles ont commencé après l’irruption de la police armée dans les arènes de Pampelune, où il y avait 20 000 personnes. L’intervention avait été précédée parce que dans la descente traditionnelle des rochers vers l’arène, à la fin de la course vers 20h45, un groupe de personnes portait une bannière en faveur de l’amnistie, des protestations se produisant d’un autre secteur, conduisant à des confrontations verbales et physiques.
Une quarantaine d’agents de police, connus alors comme "gris" par leur tenue, sont entrés avec du matériel anti-émeutes et le commissaire de la police de Pampelune, Miguel Rubio.
Des équipements antiémeutes ont été utilisés sans discernement, avec des balles en caoutchouc et des bombes lacrymogènes contre les jeunes qui se trouvaient sur le sable ainsi que ceux qui étaient dans les gradins. Une partie du public est sortie par la cour des chevaux et d’autres se sont réfugiés dans les couloirs intérieurs, tandis qu’un autre secteur jetait des objets aux membres de la police. Les soldats ont riposté par un tir réel, causant sept blessés par balles sur les 55 blessés qui ont été soignés à l’infirmerie de la place.
Une quinzaine de minutes après le début des incidents, vers 21 heures, un autre groupe d’environ 40 agents est entré par la cour des chevaux qui, utilisant également leurs armes à feu, est arrivé à l’intérieur de la place. Pendant ce temps, un groupe de personnes s’est échappé de la place dans un camion frigorifique, qui est utilisé pour transporter la viande des taureaux.

Au début des incidents, une "commission d’enquête", créée par les peñas et à laquelle participait l’avocat Ángel Ruiz de Erenchun, après avoir recueilli de nombreuses preuves, a fourni le rapport suivant :
Après le dernier taureau, le neuvième de ceux qui étaient apparus dans l’arène, une cinquantaine de personnes descendirent du rang six à l’arène où ils déployèrent une bannière verte sur laquelle on lisait en lettres blanches : « AMNISTIA TOTAL PRESOAK KALERA. SAN FERMIN SIN PRESOS». De cette même couche, et une fois la bannière déployée, ils ont commencé à faire le tour de l’arène tandis que dans les couches les opinions se divisaient. Certains applaudissaient et d’autres sifflaient.
Vers le milieu de la piste 3, une personne non identifiée, âgée d’environ 45-50 ans, a commencé à insulter ceux qui étaient dans l’arène alors que plusieurs personnes autour de lui ont jeté sur le sable plusieurs tampons et quelques bouteilles de champagne vides. La réaction de ceux qui étaient dans l’arène, environ cent personnes, fut immédiate. Un groupe est monté jusqu’à la table en échangeant avec ceux qui leur avaient jeté des tampons et des bouteilles, des coups et des insultes. Sans que la bagarre ait fini, le public de la place a commencé à crier, presque unanimement : « San Fermín, San Fermín ».

Quand il semblait que le calme était revenu, les txikis des peñas sont entrés par la ruelle, dès que la porte s’est ouverte, avec leurs charangas et bannières. Immédiatement derrière et à quelques secondes, environ 40 membres de la police armée avec des équipements anti-émeutes ont fait irruption violemment, avec M. Miguel Rubio, commissaire en chef de Pamplona. Dans les premiers moments on pouvait voir que Rubio donnait l’ordre de charger contre les garçons qui étaient dans le sable, et par conséquent les membres de la police armée, qui étaient de la dotation de Pamplona, ont lancé une charge violente avec des balles de caoutchouc et des pots de fumée, et en frappant avec des matraques.
Les querelles se sont rapidement répandues dans toute la ville, devenant un véritable champ de bataille urbain et les barricades arrivant à proximité du gouvernement civil. Le gouverneur civil Ignacio Llano a convoqué les représentants syndicaux, politiques et les représentants des syndicats pour essayer d’apaiser la situation, sans y parvenir.
La police a continué à utiliser ses armes sous forme de rafales de mitrailleuses et, dans la rue Roncesvalles, vers 22 h 15, Germán Rodriguez a été tué d’une balle dans la tête, en particulier au front. Trois jeunes qui l’ont vu tomber l’ont emmené à l’hôpital avec un autre blessé par balle, mais ils n’ont rien pu faire pour sauver sa vie. 35 impacts de balles ont été trouvés à cet endroit.
Plus de 150 blessés ont été recensés, dont 11 blessés par balles. Selon Rodolfo Martin Villa, ministre de l’Intérieur à l’époque, en seulement six heures, dans la zone du centre de Pampelune, 7000 coups de feu ont été tirés avec des équipements antiémeutes et 130 balles.

Le degré de violence utilisé a été reflété dans les ordres donnés par la centrale aux policiers par radio, qui ont été enregistrés :
Préparez toutes les bouffées et tirez avec toutes les énergies et le plus fort que vous pouvez. Ne vous inquiétez pas de tuer.
La Primera de TVE, qui retransmettait la corrida en direct à la télévision, a diffusé les images des incidents en direct pour tout l’état depuis l’arène. Cependant, ces images ont mystérieusement disparu et n’existent plus aujourd’hui dans leurs archives. Ces images, sans doute très éloquentes des faits, n’ont été reproduites qu’une seule fois depuis ; c’était sur une télévision francophone par les auteurs du documentaire Sanfermines 78, Juan Gautier et José Ángel Jiménez, en 2005. Francisco Avizanda et Patxi Chocarro ont inclus dans leur documentaire Resumen de noticias. Pamplona décembre 1977 - juillet 1979 (super 8 mm - 70 minutes) une chronique choquante des événements de vingt minutes de durée. Elle contient un enregistrement de l’émission de La Primera de ce jour-là, où on voit l’entrée de la police armée sur la place et un montage sonore. Ce documentaire est le seul témoignage audiovisuel des faits, et a été utilisé ultérieurement dans d’autres chroniques des faits.
Les manifestations se sont étendues à toutes les provinces vascongues et à la Navarre les jours suivants, le jeune José Ignacio Barandiarán ayant été tué par des tirs de police à Saint-Sébastien le 11 juillet.

Les autorités ont toujours soutenu que c’était une erreur, et le gouverneur civil Ignacio Llano a été démis de ses fonctions et les commandants de la police (commandant Avila et commissaire Miguel Rubio) ont été mutés. Rodolfo Martin Villa, lors de la conférence de presse télévisée qui a été donnée à propos de ces événements et les comparait aux actions de l’ETA, a déclaré :
Ce seront des erreurs, mais ce seront des crimes

   Rodolfo Martin Villa, repris de TVE dans "Sanfermines 78"
Le gouverneur civil Ignacio Llano affirme qu’il a destitué le commandant Avila de manière imminente et qu’il a lui-même présenté sa démission, bien que le ministre de l’intérieur ait déclaré qu’il avait démissionné.
Par ailleurs, la commission d’enquête a porté plainte contre le commissaire Rubio.
Les blessés par balles à Pampelune étaient :
- Ricardo Azcona Latasa, blessé par balle au genou gauche.
- Fermín Ilundáin, blessure par balle au bras.
- Philippe Bidegain, balle dans la colonne.
- 2 blessés à la clinique universitaire, dont un avec une balle dans la cuisse.
- José Ramón Vélez de Mendizábal, double perforation d’estomac et une autre double perforation du jéjunum qui affecte le pancréas.
- Javier Arteta Pascual, blessé par balle à la main gauche.
- Jesús Ma Ibarrola Baranda, blessé par balle dans la région inguinale.
- Miguel Fdez. Díaz de Cerio, blessé par balle à la poitrine.
- Tomás Saso Clemente, blessé par balle dans la région fessière.
- Jesús García Martinez, blessure par balle au bras avec fracture de l’humérus[4].

Les faits ont finalement été classés sans jugement.